# Ethias Trophy 2012
L'Ethias Trophy 2012 è stato un torneo professionistico di tennis maschile giocato sul cemento. È stata l'8ª edizione del torneo, facente parte dell'ATP Challenger Tour nell'ambito dell'ATP Challenger Tour 2012. Si è giocato a Mons in Belgio dal 1° al 7 ottobre 2012.

## Partecipanti ATP

### Teste di serie
| Nazionalità | Giocatore      | Ranking* | Testa di serie |
| ----------- | -------------- | -------- | -------------- |
| Belgio      | David Goffin   | 55       | 1              |
| Belgio      | Xavier Malisse | 59       | 2              |
| Francia     | Nicolas Mahut  | 68       | 3              |
| Germania    | Tobias Kamke   | 69       | 4              |
| Stati Uniti | Jesse Levine   | 71       | 5              |
| Italia      | Simone Bolelli | 75       | 6              |
| Belgio      | Steve Darcis   | 77       | 7              |
| Polonia     | Jerzy Janowicz | 79       | 8              |

- 1 Ranking al 24 settembre 2012.

### Altri partecipanti
Giocatori che hanno ricevuto una wild card:
- Maxime Authom
- Arthur De Greef
- Yannick Mertens
- Yannik Reuter

Giocatori che hanno ricevuto un entry come special exempt:
- Oleksandr Nedovjesov
- Jan-Lennard Struff

Giocatori che sono passati dalle qualificazioni:
- Kenny de Schepper
- Evgenij Korolëv
- Adrian Mannarino
- Illja Marčenko

## Campioni

### Singolare
- Kenny de Schepper ha battuto in finale  Michaël Llodra con il punteggio di 7–6(7), 4–6, 7–6(4)

### Doppio
- Tomasz Bednarek /  Jerzy Janowicz hanno battuto in finale  Michaël Llodra /  Édouard Roger-Vasselin con il punteggio di 7–5, 4–6, [10-2]